# 프레드홀름 가군
비가환 기하학과 함수해석학에서 프레드홀름 가군(영어: Fredholm module)은 위상다양체 위에 존재하는 미분 구조를 대수적으로 나타내는 구조다.

## 역사
마이클 아티야가 "추상 타원 연산자"(영어: abstract elliptic operator)라는 이름으로 도입하였다. 알랭 콘이 비가환 기하학을 연구하면서 재발견하였으며, "프레드홀름 가군"이라는 이름을 붙였다.

## 정의
{\displaystyle A}가 복소수에 대한 C* 대수라고 하자. {\displaystyle A} 위의 프레드홀름 가군(영어: Fredholm module) {\displaystyle ({\mathcal {H}},fT)}는 다음과 같은 데이터로 이루어진다.:199–204
- 분해 가능 힐베르트 공간 {\displaystyle {\mathcal {H}}}
- C* 대수의 표현 {\displaystyle \rho \colon A\to {\mathcal {B}}({\mathcal {H}})} ({\displaystyle {\mathcal {B}}}는 유계 연산자들의 C* 대수)
- 선형 작용소 {\displaystyle T\colon {\mathcal {H}}\to {\mathcal {H}}}

이들은 다음을 만족시킨다.
- {\displaystyle T\sim T^{*}}
- {\displaystyle T^{2}\sim 0}
- 임의의 {\displaystyle a\in A}에 대하여, {\displaystyle [T,\rho (a)]\sim 0}

여기서 {\displaystyle X\sim Y}는 {\displaystyle X-Y}가 콤팩트 작용소임을 의미한다.